# مجزرة كاسوس
مجزرة كاسوس كانت مذبحة للمدنيين اليونانيين وقعت خلال حرب الاستقلال اليونانية وقد نفّذتها القوات العثمانية بعد تمرد السكان المسيحيين اليونانيين ضد الدولة العثمانية.

## كاسوس في حرب الاستقلال اليونانية
عند اندلاع حرب الاستقلال اليونانية، كان عدد سكان كاسوس يبلغ 7000 شخص وأسطول ضخم. مع بداية الأعمال العدائية، بدأ الكاسيوت في الإغارة على سواحل الأناضول والشام وحتى مصر. كما قدّموا في الغالب مساعدات للمتمردين اليونانيين الآخرين في كريت، وساموس، وغيرها تحت الأميرال المنتخب نيكولاوس يوليوس. وكما كتب جورج فينلي: "قيل إن الكاسيوت عادة ما يقتلون أسراهم في البحر"، خاصة وأن الجزيرة كانت قاحلة ويمكن أن تحافظ بصعوبة على سكانها الحاليين.  يشير أبوستولوس فاكالوبولوس أيضًا إلى أن السيطرة على كاسوس كانت ضرورية لتوطيد السيطرة العثمانية المصرية على جزيرة كريت المتمردة. ومن الناحية الإستراتيجية، كانت كاسوس مشابهةً لساموس وبسارا كحصن متقدم وقاعدة عمليات للثوار اليونانيين.
وبالفعل فقد نزل أسطول مصري بقيادة إسماعيل جبل طارق من 3000 جندي ألباني تحت قيادة جيريتلي حسين بك في جزيرة كريت في يونيو 1823. وبحلول ربيع عام 1824، نجح حسين باي، بمزجه القوة والإرهاب، إلى جانب عفوه تجاه قادة المتمردين اليونانيين الذين كانوا على استعداد للاستسلام، في القضاء على الثورة اليونانية في جزيرة كريت. مع هزيمة جزيرة كريت، حول السلطان العثماني محمود الثاني وحاكمه شبه المستقل في مصر محمد علي باشا انتباههم إلى كاسوس وقرروا جعل الجزيرة مثالًا.
علم الكاسيوت بنواياهم، فأرسلوا رسائل إلى الإدارة اليونانية المؤقتة لطلب المساعدة، لكن الحكومة ردت بأنها غير قادرة على تعبئة الأسطول بسبب نقص الأموال. ظهر الأسطول المصري لأول مرة قبالة الجزيرة في 2 يونيو، وشن قصفًا غير فعال، كما نفّذ تحركات بدت كأنها لإنزال القوات؛ ولأن هذه ربما كانت مجرد مهمة استطلاعية، فقد غادر الأسطول بسرعة. لم يكن حتى 18 يونيو أن ظهرت 45 سفينة كاملة من الأسطول المصري قبالة الجزيرة.

## السيطرة على كاسوس والمجزرة
لم تكن الجزيرة محصنة جيدًا، باستثناء عدد قليل من البنادق الموضوعة على الساحل لتغطية مكان الهبوط المحتمل. علاوة على ذلك، حاول القادة المصريون خداع سكان الجزيرة: بعد الإبحار عبر الجزيرة وتبادل إطلاق نيران المدفعية الثقيلة لمدة يومين مع المدافعين - في التاسع عشر وحده أطلق المصريون أكثر من 4000 طلقة - تحرك الأسطول باتجاه الطرف الشمالي للجزيرة. وهناك أُطلقت 18 قاربًا كبيرًا، متظاهرةً أنها ستنزل هناك، وتغطيها نيران البنادق، بينما هبط 24 قاربًا على متنها 1500 ألباني خلف قرية آجيا مارينا تحت جنح الليل يوم 19 يونيو. عاش معظم السكان في أربع قرى جبلية حول المدينة الرئيسية، والتي كانت الآن بين قوتين معاديتين. أصدر حسين بك دعوة للاستسلام، رافضًا طلبات الحصول على وقت للنظر في الاقتراح. وأخيرًا، اختار شيوخ القرية الخضوع؛ لم يمنع هذا حسين بك من إعدام العديد منهم فيما بعد.
قام الرجال الذين تم نشرهم على بطاريات الشاطئ على الجانب الغربي، تحت قيادة قائد معين ماركوس، بمقاومة أقوى، لكن تم التغلب عليهم أيضًا، حيث استخدم الألبان، وقدامى المحاربين في حرب الجبال، الغطاء الذي توفره الأرض المرتفعة للاقتراب منهم وإلحاق الهزيمة بهم، حيث عانوا من 30 قتيلًا وجريحًا فقط في هذه العملية. تم القبض على ماركوس نفسه وتم إحضاره مقيدًا أمام حسين باي، حيث تمكن فجأة من كسر روابطه، وانتزاع سكين من أحد حراسه، وقتل ثلاثة منهم قبل أن يُقتل أيضًا. تم منح الألبان 24 ساعة للنهب حسب الرغبة. استولت القوات المصرية على الكثير من النهب، بالإضافة إلى 15 سفينة كبيرة و40 سفينة صغيرة، بينما تم حرق ثلاث سفن حديثة البناء. وبعد ذلك، أعاد إسماعيل جبل طارق وحسين باي النظام بحزم في الجزيرة، وأعدموا ثلاثة من العرب الذين عصوا الأوامر بهذا المعنى.
قُتل 500 رجل من رجال كاسوس، ولكن تم تفادي مذبحة عامة بزعم أن أول ألبان وصلوا إلى الشاطئ كانوا من المسيحيين، الذين توسطوا مع زملائهم المسلمين لتجنيب معظم السكان الذكور. ومع ذلك، تم إرسال أكثر من 2000 امرأة وطفل إلى أسواق العبيد في مصر وكريت. تمكن الأدميرال المصري من تجنيد عدد كبير من الناجين - وكذلك من جزر كارباثوس وسيمي المجاورتين - كبحارة في أسطوله الخاص، حيث عرض راتبًا قدره 50 قرشًا في الشهر، قبل أن يعود منتصرًا إلى الإسكندرية بسفنه التي تم الاستيلاء عليها، بالإضافة إلى خمسة عشر شيخًا وعائلات الكاسيوت الرئيسيين كرهائن.

## العواقب
وصلت أخبار الخطر الذي يواجه كاسوس إلى هيدرا في 21، وتم تعبئة الأسطول اليوناني مع الكثير من التأخير والصعوبة، ولم يصل أمام الجزيرة حتى 2 يوليو. فر الآغا الحاكم الذي تركه إسماعيل جبل طارق من الجزيرة إلى كارباثوس، لكن الجزيرة دمرت بالكامل؛ اقترح نائب الأدميرال جورجيوس ساتوريس وقباطنته على سكان الجزر نقلهم إلى بيلوبونيز، لكن الكاسيوت رفضوا، فاضطر الأسطول اليوناني، الذي تلقى أخبارًا عن إبحار الأسطول العثماني الرئيسي من القسطنطينية، إلى مغادرة الجزيرة. في الواقع، تبع تدمير كاسوس بعد فترة وجيزة ضربة أخرى أشد وطأة على اليونانيين هي تدمير بسارا.